# Johan Christian Ryberg
Johan Christian Ryberg (døbt 1. maj 1767 i København – 15. januar 1832 på Frederiksgave (Hagenskov)) var en dansk grosserer og godsejer.
Han var søn af handelsmanden Niels Ryberg og arvede Frederiksgave og Øbjerggård i 1804. Ryberg fortsatte faderens blomstrende forretning, men mødte store udfordringer i form af Napoleonskrigene og statsbankerotten, som ramte handelshuset hårdt: 1820 gik han fallit, og 1824 måtte staten overtage Frederiksgave.
Johan Christian Ryberg blev optaget i Det Kongelige Kjøbenhavnske Skydeselskab og Danske Broderskab i 1787. Han var etatsråd og Ridder af Dannebrog.
1789 ægtede han Engelke Charlotte Falbe (7. januar 1771 i København - 23. august 1846 i Assens), datter af general Ferdinand Vilhelm Falbe og Frederica Elisabeth Claessen.
Rybergs kone Engelke Charlotte Ryberg var afbildet på 1972-seriens 50-kroneseddel.
Han er begravet på Dreslette Kirkegård.